# Epiphragma (Epiphragma) adspersum
Epiphragma (Epiphragma) adspersum is een tweevleugelige uit de familie steltmuggen (Limoniidae). De soort komt voor in het Neotropisch gebied.